# Uhrturm von Halifax

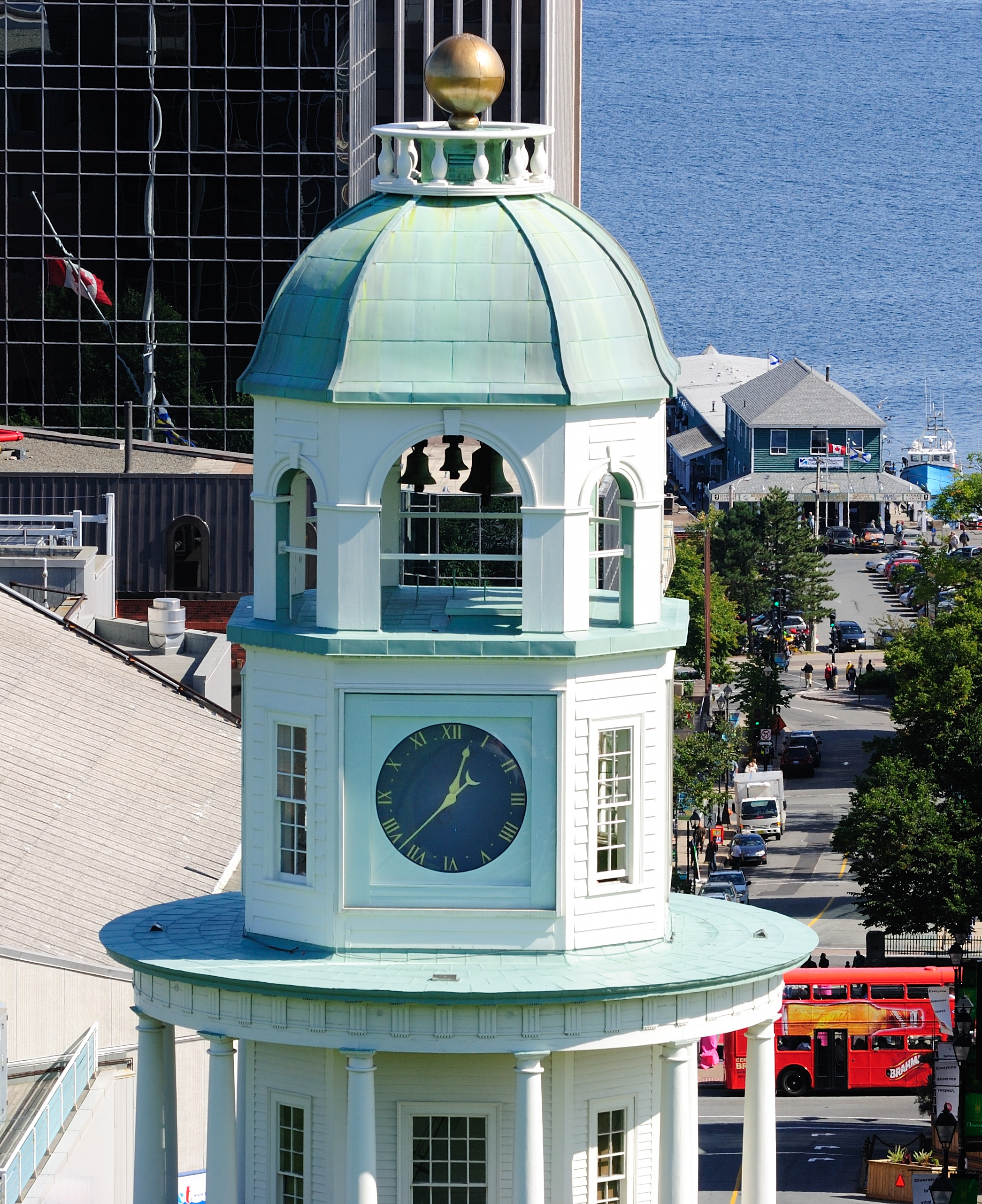
Uhrturm von Halifax

Der Uhrturm von Halifax (engl.: (Old) Town Clock oder Citadel Clock Tower) ist ein Uhrturm in der kanadischen Stadt Halifax. Der am Zitadellenhügel gelegene Turm ist das Wahrzeichen der Provinzhauptstadt.

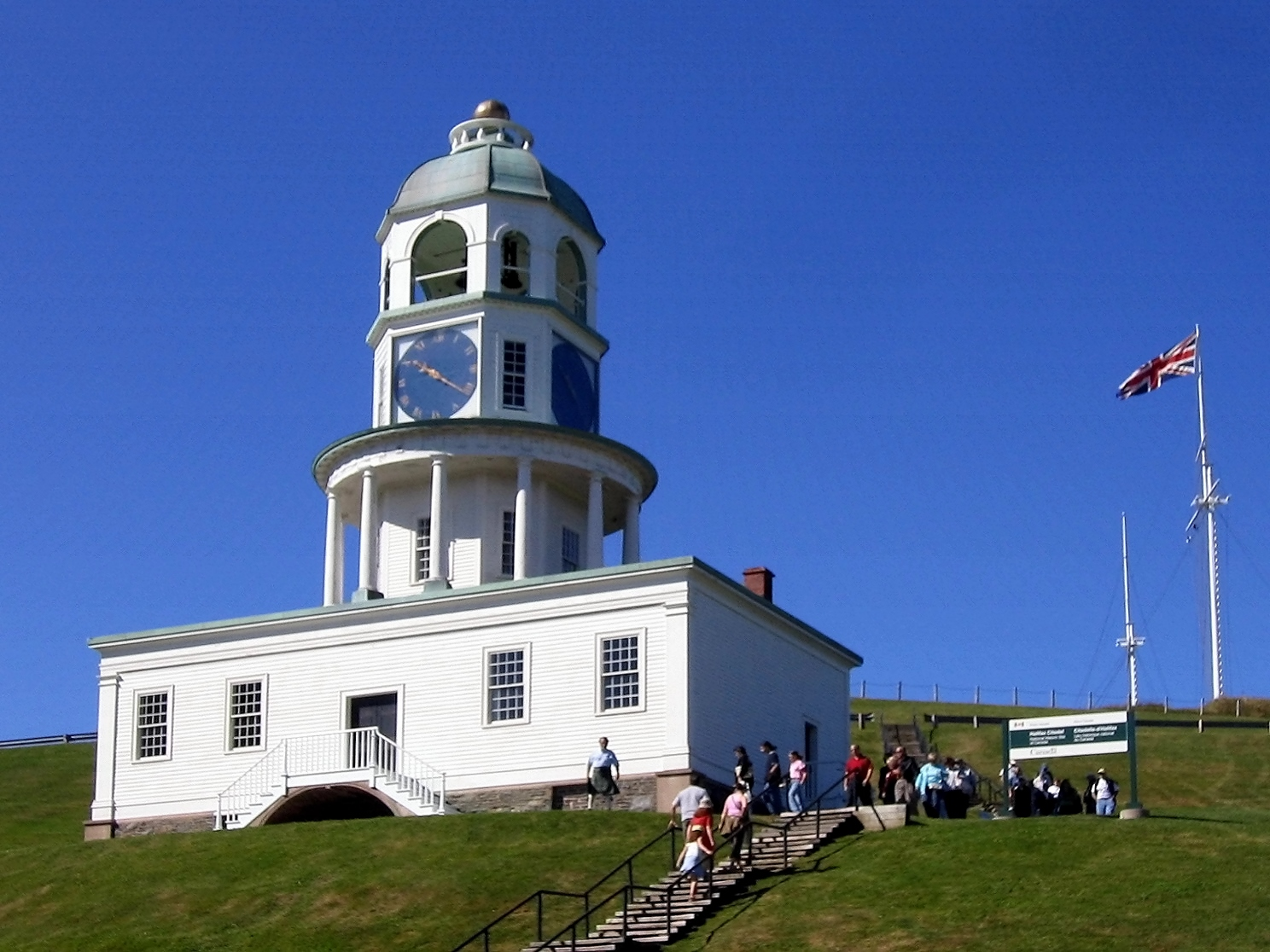
Ostseite des Uhrturms

Das am 20. Oktober 1803 eröffnete Bauwerk geht auf eine Idee von Edward August, dem Grafen von Kent und Strathearn, zurück. Angeblich wollte er damit die Unpünktlichkeit der örtlichen Garnison eindämmen.
Der auf dem Schindeldach eines weißen, quaderförmigen Gebäudes stehende Turm über dem Grundriss eines unregelmäßigen Achtecks besteht aus drei Ebenen mit Proportionen, wie sie im Palladianismus üblich sind. Die untere Ebene wird von Säulen umrahmt. Das hellgrüne Kuppeldach wird von einer goldenen Kugel abgeschlossen. Die in die vier Himmelsrichtungen ausgerichteten hellblauen Zifferblätter tragen goldfarbene römische Ziffern und Zeiger. Für die Darstellung der Vier wurde IIII statt der üblichen Form IV verwendet.
Der Mechanismus des Uhrturms von Halifax wurde von House of Vulliamy aus London konstruiert. Er wird von drei Gewichten, Gängen und einem 3,96 Meter langen Pendel angetrieben. Der Mechanismus befindet sich in einem Eisenkasten im Uhrturm. Die Glocken schlagen zu jeder vollen und viertel Stunde.
Der Uhrturm wurde mehrmals restauriert. In den 1990er Jahren wurde die Fassade des Uhrturms im ursprünglichen Georgianischen Stil wiederhergestellt. Seit 1965 wird die Uhr von Mitarbeitern der Zitadelle gewartet und zweimal wöchentlich nachgezogen.